# Шавары
Шавары (укр. Шаварі) — село в Яворовской городской общине Яворовского района Львовской области Украины.
Население по переписи 2001 года составляло 187 человек. Занимает площадь 0,5 км². Почтовый индекс — 81014. Телефонный код — 3259.